# Adenopterus caledonicus
Adenopterus caledonicus är en insektsart som beskrevs av Otte, D. 1987. Adenopterus caledonicus ingår i släktet Adenopterus och familjen syrsor. Inga underarter finns listade i Catalogue of Life.